# 方一荣
方一荣（1922年11月26日—2003年8月8日），平安北道定州人，大韩民国的言论家、企业家。

## 生平
1943年，毕业于日本中央大学预科，同年入朝鲜日报社。1950年，担任朝鲜日报营业局长。1952年，任该报社社长。1964年，任朝鲜日报社会长，同年任合同通讯社理事、新闻发行人协会理事、国际新闻协会会员。1963年至1973年，任亚洲新闻财团副会长。1976年，任国际新闻协会韩国委员会委员长。1999年离职。2003年去世。